# Prison des Plombs
La prison des Plombs, également appelée Les Plombs (en italien : Piombi), est une ancienne prison italienne située dans les combles du palais des Doges à Venise. Elle doit son nom au fait qu'elle était recouverte de plaques de plomb. Celles-ci laissaient passer le froid en hiver et agissaient comme catalyseur de chaleur en été, imposant des conditions particulièrement dures aux détenus.

## Description

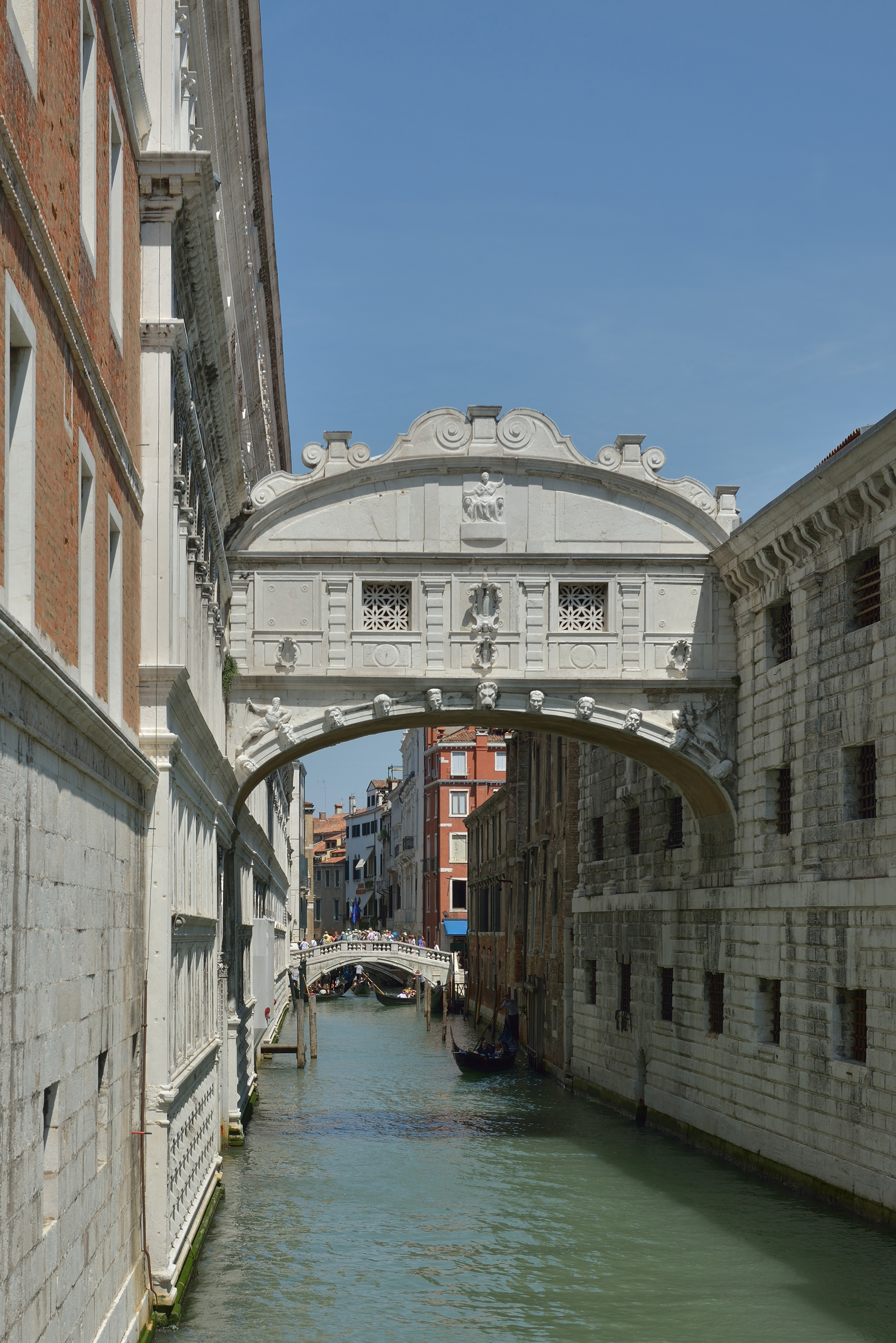
Le palais des Doges à gauche, le pont des Soupirs, le palais Piombi à droite.

La prison tient son nom des plaques de plombs qui constituent le toit de l'établissement et qui induisent de fortes chaleurs durant l'été et des températures très basses durant l'hiver.

## Détenus notables
- Giacomo Casanova

## Événements notables

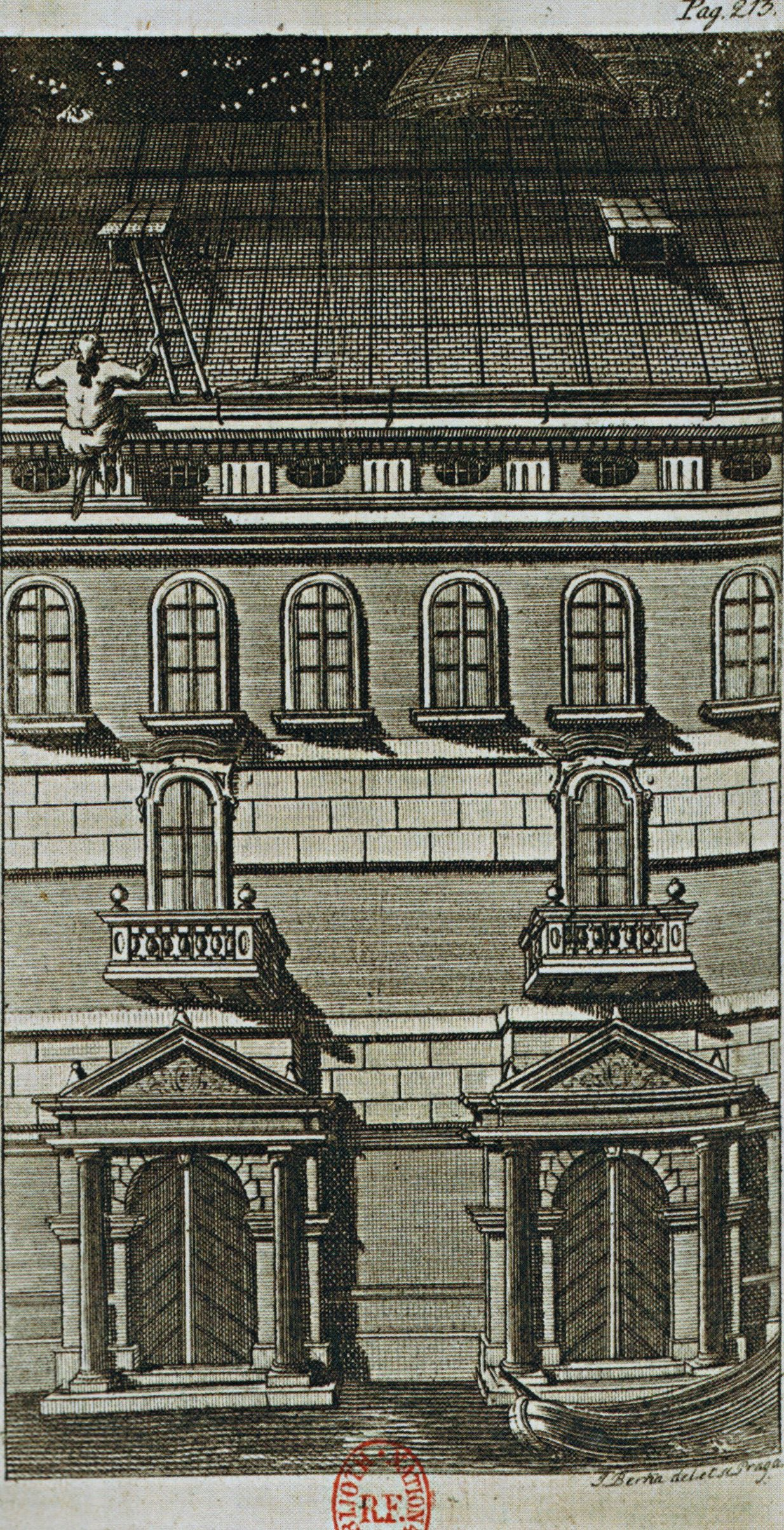
Évasion de Giacomo Casanova de la prison des Plombs.

Dans la nuit du 31 octobre 1756 au 1er novembre 1756, Giacomo Casanova, emprisonné depuis 15 mois dans la prison entre autres pour libertinage, athéisme, occultisme et escroquerie, réussit une célèbre évasion par les toits de la prison, pourtant réputée inviolable,,. Cet événement lui permet d'obtenir une certaine renommée, notamment par l'écriture d'un livre retraçant son exploit,. Cette évasion constitue en outre la seule évasion réussie de l'histoire de la prison.

## La prison dans l'art et la culture
L'évasion de Giacomo Casanova de la prison des Plombs est le thème principal de son livre intitulé Histoire de ma fuite des prisons de la république de Venise qu'on appelle les Plombs retraçant son exploit,. Mais les conditions de détention décrites par Casanova dans ce livre ne reflétaient pas nécessairement la réalité.